# San Marcos Open Aguascalientes
Il San Marcos Open Aguascalientes è un torneo professionistico maschile di tennis che si gioca su campi in terra verde ad Aguascalientes, in Messico. Il torneo fa parte dell'ATP Challenger Tour e la prima edizione si è giocata nel 2022 all'AC Club Campestre de Aguacalientes. Nel 2023 era stato programmato un torneo femminile della categoria WTA125 nella settimana dal 16 al 22 ottobre, che però è stata in seguito cancellata dal calendario delle competizioni.

## Albo d'oro

### Singolare maschile
| Anno | Campione           | Finalista           | Punteggio     |
| ---- | ------------------ | ------------------- | ------------- |
| 2023 | Non disputato      | Non disputato       | Non disputato |
| 2022 | Marc-Andrea Hüsler | Juan Pablo Ficovich | 6–4, 4–6, 6–3 |

### Doppio maschile
| Anno | Campioni                                     | Finalisti                     | Punteggio     |
| ---- | -------------------------------------------- | ----------------------------- | ------------- |
| 2023 | Non disputato                                | Non disputato                 | Non disputato |
| 2022 | Miguel Ángel Reyes Varela Nicolás Barrientos | Gonçalo Oliveira Divij Sharan | 7–5, 6–3      |

### Singolare femminile
| Anno | Campione      | Finalista     | Punteggio     |
| ---- | ------------- | ------------- | ------------- |
| 2023 | Non disputato | Non disputato | Non disputato |

### Doppio femminile
| Anno | Campione      | Finalista     | Punteggio     |
| ---- | ------------- | ------------- | ------------- |
| 2023 | Non disputato | Non disputato | Non disputato |